# اروویل، کبک
اِرُویل (به فرانسوی: Hérouxville) قصبه‌ای در منطقه شهری مکیناک ناحیه موریسی در استان کبک کانادا است. در سرشماری سال ۲۰۱۱ این قصبه ۱٬۳۰۱ نفر جمعیت داشته و مساحت آن ۵۴٫۵۱ کیلومتر مربع است.